# Hans Walter Kosterlitz
Hans Walter Kosterlitz FRS (Berlim, 27 de abril de 1903 — Aberdeen (Escócia), 26 de outubro de 1996) foi um biólogo britânico nascido na Alemanha.